# Euthalia orestias
Euthalia orestias är en fjärilsart som beskrevs av Hans Fruhstorfer 1912. Euthalia orestias ingår i släktet Euthalia och familjen praktfjärilar. Inga underarter finns listade i Catalogue of Life.